# Nationaal Canadees Bevrijdingsmonument
Het Nationaal Canadees Bevrijdingsmonument is een oorlogsmonument in Apeldoorn, dat werd gemaakt door Henk Visch. Het monument werd door prinses Margriet op 2 mei 2000 onthuld en staat in een rechte lijn richting Ottawa, (Canada). In Ottawa staat een tweede exemplaar, in een rechte lijn naar Apeldoorn. Het monument in Canada werd in 2002 door prinses Margriet onthuld.

## Symboliek
Het gedenkteken verbeeldt de bevrijding van Nederland door de Canadezen. De twee hoeden geven uitdrukking aan de vriendschappelijke band die is ontstaan tussen Nederland en Canada. De 'Maple Leaf' is het nationale symbool van Canada. Henk Visch - de ontwerper van het monument - wilde met het beeld een aantal tegenpolen uitdrukken: de vreugde over de bevrijding tegenover het verdriet over het verlies van zoveel levens, vrede tegenover oorlog, verwelkomen tegenover afscheid, het verleden tegenover de toekomst en Canada tegenover Nederland.
In Canada bevindt zich in Dow's Lake een bronzen replica van het monument. De twee beelden vormen als het ware één monument dat de verbondenheid van de twee landen uitdrukt.
Het beeld in Apeldoorn staat op een plateau van tegels met in reliëf een esdoornblad. Achter het beeld liggen twee betonnen blokken met de tekst "Canada" en "Nederland". In Ottawa staat het beeld op een klinkerplateau. Op het informatiebord in Nederland staat er informatie in het Nederlands, Engels en Frans. In Ottawa staat het in het Engels en Frans.